# Пелуссо, Херардо
Хера́рдо Ко́но Пелу́ссо Бо́йрье (исп. Gerardo Cono Pelusso Boyrie, род. 25 февраля 1954, Флорида) — уругвайский футболист и футбольный тренер. Выступал на позиции полузащитника.

## Биография
Херардо Пелуссо начал профессиональную карьеру в 1970 году в составе «Насьоналя». Он выиграл два титула чемпиона Уругвая, после чего в 1972 году перешёл в столичный «Колон». В 1975 году играл за «Ливерпуль» из Монтевидео. В 1976 году начался зарубежный этап его карьеры. Пелуссо выступал в Мексике за «Атлетико Потосино» и в Эквадоре — за «Депортиво Кито», ЛДУ Кито и «Эмелек», где и завершил карьеру футболиста в 1982 году.
В 1984 году возглавил свою последнюю игровую команду — «Эмелек», но ненадолго, и в 1985 году вернулся домой во Флориду. Тренировал местный клуб и сборную департамента до 1990 года. В 1991 году впервые работал с клубом уругвайской Примеры — «Ливерпулем». Затем вернулся во Флориду, а в 1993—1995 годах тренировал столичный «Серро», который в 1995 году привёл ко второму месту в чемпионате Уругвая. В 1996—1998 годах работал в Чили с тремя местными командами — «Депортес Икике», «О’Хиггинсом» и «Эвертоном».
В 1999 году возглавил «Фронтеру Риверу» и выиграл с ней чемпионат Уругвая для клубов интериора (местности за пределами столицы). В 2000—2003 годах тренировал «Расинг» (Монтевидео), эквадорский «Аукас» и вновь «Серро».
Первый крупный успех пришёл к Пелуссо в 2004 году, когда руководимый им «Данубио» стал чемпионом Уругвая. Со следующей командой, «Альянсой», уругвайский специалист в 2006 году выиграл чемпионат Перу. С 2007 по 2009 год тренировал «Насьональ», и выиграл с ним в 2008 году Лигилью, а в 2009 году — чемпионат страны.
После кратковременного пребывания в «Универсидад де Чили» Пелуссо в 2011 году возглавил асунсьонскую «Олимпию» и в конце того же года выиграл с ней Клаусуру чемпионата Парагвая. Успехи с «Олимпией» позволили Пелуссо в 2012 году получить приглашение от Парагвайской футбольной ассоциации возглавить сборную Парагвая. В 10 матчах под руководством уругвайца Парагвай выиграл три игры, дважды сыграл вничью и пять проиграл. Пелуссо не удалось исправить тяжёлую ситуацию в отборочном турнире к чемпионату мира 2014 года, и после домашнего поражения от Чили (1:2) 7 июня 2013 года он был уволен.
С декабря 2013 по апрель 2014 года работал в «Насьонале». В июле 2015 года был назначен главным тренером колумбийского «Санта-Фе». В конце того же года привёл столичную команду к первой в истории клуба победе в Южноамериканском кубке. В следующем году покинул клуб из-за конфликта с игроком Омаром Пересом и болельщиками. До конца года работал в Катаре. С декабря 2017 по ноябрь 2018 года тренировал «Депортиво Кали».
В 1992 году окончил Высший институт физического воспитания Уругвая.
В 2015 году по иску Хосе Луиса Чилаверта в Парагвае выдан ордер на арест Херардо Пелуссо. Уругваец обвиняется в оскорблении бывшего вратаря сборной Парагвая и не может появляться на территории этой страны в течение трёх лет.

### Титулы и достижения
В качестве игрока
- Чемпион Уругвая (2): 1970, 1971

В качестве тренера
- Чемпион Уругвая (2): 2004, 2008/09
- Победитель Лигильи (1): 2008
- Чемпион Парагвая (1): Кл. 2011
- Чемпион Перу (1): 2006
- Обладатель Южноамериканского кубка (1): 2015